# Deuxième circonscription de Meurthe-et-Moselle
La deuxième circonscription de Meurthe-et-Moselle est l'une des 6 circonscriptions législatives françaises que compte le département de Meurthe-et-Moselle (54) situé en région Grand Est.

## Description géographique et démographique

### De 1958 à 1986
Le département avait sept circonscriptions.
La deuxième circonscription de Meurthe-et-Moselle était composée de :
- canton de Nancy-Ouest
- canton de Saint-Nicolas-de-Port

Source : Journal Officiel du 14-15 Octobre 1958.

### Depuis 1988
La deuxième circonscription de Meurthe-et-Moselle est délimitée par le découpage électoral de la loi n°86-1197 du 24 novembre 1986
, elle regroupe les divisions administratives suivantes : 
- Canton d'Arracourt
- Canton de Jarville-la-Malgrange
- Canton de Saint-Max
- Canton de Seichamps
- Canton de Nancy-Ouest[3]
- Canton de Tomblaine
- Canton de Vandœuvre-lès-Nancy-Est
- Canton de Vandœuvre-lès-Nancy-Ouest.

D'après le recensement général de la population en 1999, réalisé par l'Institut national de la statistique et des études économiques (INSEE), la population totale de cette circonscription est estimée à 117579 habitants,.

## Historique des députations
| Législature | Début de mandat  | Fin de mandat   | Député                         | Parti politique | Observations                                                                               |
| ----------- | ---------------- | --------------- | ------------------------------ | --------------- | ------------------------------------------------------------------------------------------ |
| Ire         | 9 décembre 1958  | 9 octobre 1962  | William Jacson                 | UNR             | Mandat écourté à la suite d'une dissolution parlementaire décidée par Charles de Gaulle.   |
| IIe         | 6 décembre 1962  | 2 avril 1967    | William Jacson                 | UNR-UDT         |                                                                                            |
| IIIe        | 3 avril 1967     | 30 mai 1968     | William Jacson                 | UDR             | Mandat écourté à la suite d'une dissolution parlementaire décidée par Charles de Gaulle.   |
| IVe         | 11 juillet 1968  | 1er avril 1973  | William Jacson                 | UDR             |                                                                                            |
| Ve          | 2 avril 1973     | 2 avril 1978    | Claude Coulais                 | RI              |                                                                                            |
| VIe         | 3 avril 1978     | 22 mai 1981     | Claude Coulais                 | UDF             | Mandat écourté à la suite d'une dissolution parlementaire décidée par François Mitterrand. |
| VIIe        | 2 juillet 1981   | 1er avril 1986  | Job Durupt                     | PS              |                                                                                            |
| IXe         | 13 juin 1988     | 21 octobre 1988 | Job Durupt                     | PS              | Invalidation de l'élection de Job Durupt.                                                  |
| IXe         | 13 décembre 1988 | 14 mai 1988     | Gérard Léonard                 | RPR             | Invalidation de l'élection de Job Durupt.                                                  |
| Xe          | 2 avril 1993     | 21 avril 1997   | Gérard Léonard,                | RPR,            | Mandat écourté à la suite d'une dissolution parlementaire décidée par Jacques Chirac.      |
| XIe         | 12 juin 1997     | 18 juin 2002    | René Mangin                    | PS              |                                                                                            |
| XIIe        | 19 juin 2002     | 6 juin 2006     | Gérard Léonard,                | UMP,            | Patricia Burckhart-Vandevelde a succédé à Gérard Léonard, décédé le 6 juin 2006            |
| XIIe        | 6 juin 2006      | 19 juin 2007    | Patricia Burckhart-Vandevelde, | UMP,            | Patricia Burckhart-Vandevelde a succédé à Gérard Léonard, décédé le 6 juin 2006            |
| XIIIe       | 20 juin 2007     | 19 juin 2012    | Hervé Féron                    | PS              |                                                                                            |
| XIVe        | 20 juin 2012     | 20 juin 2017    | Hervé Féron                    | PS              |                                                                                            |
| XVe         | 21 juin 2017     | 30 janvier 2022 | Laurent Garcia                 | MoDem           | Démission après son élection à la mairie de Laxou.                                         |
| XVe         | 31 janvier 2022  | 21 juin 2022    | Pascale César                  |                 | Démission après son élection à la mairie de Laxou.                                         |
| XVIe        | 22 juin 2022     | 9 juin 2024     | Emmanuel Lacresse              | RE              | Mandat écourté à la suite d'une dissolution parlementaire décidée par Emmanuel Macron.     |

## Historique des élections

### Élections de 1958
| Candidat       | Candidat           | Parti          | Premier tour | Premier tour | Second tour | Second tour |  |
| Candidat       | Candidat           | Parti          | Voix         | %            | Voix        | %           |  |
| -------------- | ------------------ | -------------- | ------------ | ------------ | ----------- | ----------- |  |
|                | William Jacson élu | UNR            | 10 754       | 23,7         | 23 219      | 53,71       |  |
|                | Pierre André       | CNIP           | 10 529       | 23,21        | 10 166      | 23,51       |  |
|                | Robert Damery      | PCF            | 5 927        | 13,06        | 6 900       | 15,96       |  |
|                | Robert Kalis       | Modérés        | 5 828        | 12,85        | 2 948       | 6,82        |  |
|                | Joseph Masson      | SFIO           | 5 538        | 12,21        | Retrait     | Retrait     |  |
|                | Robert Luc         | CR             | 4 762        | 10,5         | Retrait     | Retrait     |  |
|                | Henri Longeot      | UFD            | 2 030        | 4,47         |             |             |  |
|                |                    |                |              |              |             |             |  |
| Inscrits       | Inscrits           | Inscrits       | 59 442       | 100,00       | 59 436      | 100,00      |  |
| Abstentions    | Abstentions        | Abstentions    | 12 751       | 21,45        | 15 040      | 25,3        |  |
| Votants        | Votants            | Votants        | 46 691       | 78,55        | 44 396      | 74,7        |  |
| Blancs et nuls | Blancs et nuls     | Blancs et nuls | 1 323        | 2,83         | 1 163       | 2,62        |  |
| Exprimés       | Exprimés           | Exprimés       | 45 368       | 97,17        | 43 233      | 97,38       |  |

Le suppléant de William Jacson était Jean Breitenreicher, représentant de commerce à Nancy.

### Élections de 1962
|                | William Jacson sortant réélu | UNR-UDT        | 23 677 | 56,97  |  |  |  |
|                | Jean Zaffagni                | PCF            | 5 025  | 12,09  |  |  |  |
|                | Roger Devemy                 | Radsoc         | 4 261  | 10,25  |  |  |  |
|                | Désiré Masson                | SFIO           | 3 686  | 8,87   |  |  |  |
|                | Roger Boileau                | MRP            | 3 197  | 7,69   |  |  |  |
|                | Gérard Rouffeteau            | PSU            | 1 714  | 4,12   |  |  |  |
|                |                              |                |        |        |  |  |  |
| Inscrits       | Inscrits                     | Inscrits       | 60 341 | 100,00 |  |  |  |
| Abstentions    | Abstentions                  | Abstentions    | 17 442 | 28,91  |  |  |  |
| Votants        | Votants                      | Votants        | 42 899 | 71,09  |  |  |  |
| Blancs et nuls | Blancs et nuls               | Blancs et nuls | 1 339  | 3,12   |  |  |  |
| Exprimés       | Exprimés                     | Exprimés       | 41 560 | 96,88  |  |  |  |

Le suppléant de William Jacson était Jean Breitenreicher.

### Élections de 1967
| Candidat       | Candidat                     | Parti          | Premier tour | Premier tour | Second tour | Second tour |  |
| Candidat       | Candidat                     | Parti          | Voix         | %            | Voix        | %           |  |
| -------------- | ---------------------------- | -------------- | ------------ | ------------ | ----------- | ----------- |  |
|                | William Jacson sortant réélu | UD-Ve          | 23 844       | 47,69        | 25 695      | 55,12       |  |
|                | André Plumet                 | FGDS (SFIO)    | 10 040       | 20,08        | 20 919      | 44,88       |  |
|                | Jean Zaffagni                | PCF            | 8 614        | 17,23        | Retrait     | Retrait     |  |
|                | Richard Pouille              | CD (PDM)       | 7 500        | 15           | Retrait     | Retrait     |  |
|                |                              |                |              |              |             |             |  |
| Inscrits       | Inscrits                     | Inscrits       | 64 067       | 100,00       | 64 072      | 100,00      |  |
| Abstentions    | Abstentions                  | Abstentions    | 12 550       | 19,59        | 15 709      | 24,52       |  |
| Votants        | Votants                      | Votants        | 51 517       | 80,41        | 48 363      | 75,48       |  |
| Blancs et nuls | Blancs et nuls               | Blancs et nuls | 1 519        | 2,95         | 1 749       | 3,62        |  |
| Exprimés       | Exprimés                     | Exprimés       | 49 998       | 97,05        | 46 614      | 96,38       |  |

Le suppléant de William Jacson était Jean Breitenreicher

### Élections de 1968
|                | William Jacson sortant réélu | UDR (URP)      | 25 883 | 51,77  |  |  |  |
|                | André Plumet                 | FGDS (SFIO)    | 7 235  | 14,47  |  |  |  |
|                | Jean Zaffagni                | PCF            | 6 830  | 13,66  |  |  |  |
|                | Jean-Claude Jolain           | CD (PDM)       | 5 826  | 11,65  |  |  |  |
|                | François Borella             | PSU            | 4 218  | 8,44   |  |  |  |
|                |                              |                |        |        |  |  |  |
| Inscrits       | Inscrits                     | Inscrits       | 65 141 | 100,00 |  |  |  |
| Abstentions    | Abstentions                  | Abstentions    | 14 307 | 21,96  |  |  |  |
| Votants        | Votants                      | Votants        | 50 834 | 78,04  |  |  |  |
| Blancs et nuls | Blancs et nuls               | Blancs et nuls | 842    | 1,66   |  |  |  |
| Exprimés       | Exprimés                     | Exprimés       | 49 992 | 98,34  |  |  |  |

Le suppléant de William Jacson était Jean Breitenreicher.

### Élections de 1973
| Candidat       | Candidat               | Parti          | Premier tour | Premier tour | Second tour | Second tour |  |
| Candidat       | Candidat               | Parti          | Voix         | %            | Voix        | %           |  |
| -------------- | ---------------------- | -------------- | ------------ | ------------ | ----------- | ----------- |  |
|                | Claude Coulais élu     | RI (URP)       | 13 350       | 23,86        | 28 459      | 50,94       |  |
|                | Gérard Cureau          | PS (UGSD)      | 12 545       | 22,42        | 27 358      | 48,96       |  |
|                | William Jacson sortant | UDR (URP)      | 9 572        | 17,11        | 56          | 0,1         |  |
|                | Jean Zaffagni          | PCF            | 8 918        | 15,94        | Retrait     | Retrait     |  |
|                | Jacqueline Nebout      | Rad (MR)       | 8 465        | 15,13        | Retrait     | Retrait     |  |
|                | Michel Boutonnet       | PSU            | 1 780        | 3,18         |             |             |  |
|                | Marcel Cordier         | FP             | 727          | 1,3          |             |             |  |
|                | Dominique Gérardin     | LCR            | 593          | 1,06         |             |             |  |
|                |                        |                |              |              |             |             |  |
| Inscrits       | Inscrits               | Inscrits       | 74 418       | 100,00       | 74 415      | 100,00      |  |
| Abstentions    | Abstentions            | Abstentions    | 17 048       | 22,91        | 16 775      | 22,54       |  |
| Votants        | Votants                | Votants        | 57 370       | 77,09        | 57 640      | 77,46       |  |
| Blancs et nuls | Blancs et nuls         | Blancs et nuls | 1 420        | 2,48         | 1 767       | 3,07        |  |
| Exprimés       | Exprimés               | Exprimés       | 55 950       | 97,52        | 55 873      | 96,93       |  |

Le suppléant de Claude Coulais était Jean-Claude Demonté. Jean-Claude Demonté remplaça Claude Coulais, nommé membre du gouvernement, du 21 janvier 1977 au 2 avril 1978.

### Élections de 1978
| Candidat       | Candidat                     | Parti          | Premier tour | Premier tour | Second tour | Second tour |  |
| Candidat       | Candidat                     | Parti          | Voix         | %            | Voix        | %           |  |
| -------------- | ---------------------------- | -------------- | ------------ | ------------ | ----------- | ----------- |  |
|                | Claude Coulais sortant réélu | UDF (PR)       | 24 694       | 35,56        | 36 484      | 50,7        |  |
|                | Job Durupt                   | PS             | 18 634       | 26,83        | 35 476      | 49,3        |  |
|                | Gino Capolungo               | PCF            | 10 687       | 15,39        |             |             |  |
|                | Gilles Aubert                | RPR            | 7 147        | 10,29        |             |             |  |
|                | Gérard Michel                | MRG            | 2 129        | 3,07         |             |             |  |
|                | Michel Boutonnet             | PSU (FA)       | 2 040        | 2,94         |             |             |  |
|                | Marcel Cordier               | UGP            | 1 345        | 1,94         |             |             |  |
|                | Dominique Barbin             | LO             | 1 121        | 1,61         |             |             |  |
|                | Hugues Paterna               | PFN            | 1 043        | 1,5          |             |             |  |
|                | Daniel Clausse               | LCR            | 608          | 0,88         |             |             |  |
|                |                              |                |              |              |             |             |  |
| Inscrits       | Inscrits                     | Inscrits       | 88 362       | 100,00       | 88 353      | 100,00      |  |
| Abstentions    | Abstentions                  | Abstentions    | 17 262       | 19,54        | 15 054      | 17,04       |  |
| Votants        | Votants                      | Votants        | 71 100       | 80,46        | 73 299      | 82,96       |  |
| Blancs et nuls | Blancs et nuls               | Blancs et nuls | 1 652        | 2,32         | 1 339       | 1,83        |  |
| Exprimés       | Exprimés                     | Exprimés       | 69 448       | 97,68        | 71 960      | 98,17       |  |

Le suppléant de Claude Coulais était Jean-Claude Demonté.

### Élections de 1981
| Candidat       | Candidat               | Parti          | Premier tour | Premier tour | Second tour | Second tour |  |
| Candidat       | Candidat               | Parti          | Voix         | %            | Voix        | %           |  |
| -------------- | ---------------------- | -------------- | ------------ | ------------ | ----------- | ----------- |  |
|                | Claude Coulais sortant | UDF (PR)       | 25 200       | 42,40        | 28 940      | 44,35       |  |
|                | Job Durupt élu         | PS             | 24 696       | 41,55        | 36 312      | 55,65       |  |
|                | Gino Capolungo         | PCF            | 5 245        | 8,82         |             |             |  |
|                | Michel Boutonnet       | PSU            | 1 463        | 2,46         |             |             |  |
|                | François Moine         | PFN            | 1 294        | 2,18         |             |             |  |
|                | Roland Vorobieff       | MRG            | 770          | 1,30         |             |             |  |
|                | Gérard Neiss           | LO             | 544          | 0,92         |             |             |  |
|                | Yvan Viry              | LCR            | 224          | 0,38         |             |             |  |
|                |                        |                |              |              |             |             |  |
| Inscrits       | Inscrits               | Inscrits       | 92 785       | 100,00       | 92 790      | 100,00      |  |
| Abstentions    | Abstentions            | Abstentions    | 32 569       | 35,1         | 26 651      | 28,72       |  |
| Votants        | Votants                | Votants        | 60 216       | 64,9         | 66 139      | 71,28       |  |
| Blancs et nuls | Blancs et nuls         | Blancs et nuls | 780          | 1,3          | 887         | 1,34        |  |
| Exprimés       | Exprimés               | Exprimés       | 59 436       | 98,7         | 65 252      | 98,66       |  |

Le suppléant de Job Durupt était Jean-Marie Gilgenkrantz, cardiologue, Professeur à la Faculté de médecine de Nancy

### Élections de 1988
| Candidat       | Candidat                 | Parti          | Premier tour | Premier tour | Second tour | Second tour |  |
| Candidat       | Candidat                 | Parti          | Voix         | %            | Voix        | %           |  |
| -------------- | ------------------------ | -------------- | ------------ | ------------ | ----------- | ----------- |  |
|                | Job Durupt sortant réélu | PS             | 18 195       | 42,06        | 23 642      | 50,19       |  |
|                | Gérard Léonard sortant   | RPR (URC)      | 18 107       | 41,86        | 23 466      | 49,81       |  |
|                | Jean-Pierre Pelot        | FN             | 3 917        | 9,05         |             |             |  |
|                | Claude Baumann           | PCF            | 3 041        | 7,03         |             |             |  |
|                |                          |                |              |              |             |             |  |
| Inscrits       | Inscrits                 | Inscrits       | 73 990       | 100,00       | 73 965      | 100,00      |  |
| Abstentions    | Abstentions              | Abstentions    | 29 197       | 39,46        | 25 903      | 35,02       |  |
| Votants        | Votants                  | Votants        | 44 793       | 60,54        | 48 062      | 64,98       |  |
| Blancs et nuls | Blancs et nuls           | Blancs et nuls | 1 533        | 3,42         | 954         | 1,98        |  |
| Exprimés       | Exprimés                 | Exprimés       | 43 260       | 96,58        | 47 108      | 98,02       |  |

L'élection est annulée par le Conseil constitutionnel dans sa décision du 21 octobre 1988. Les sages ont constaté dans la commune de Tomblaine, où Job Durupt est maire, plusieurs irrégularités durant le second tour :  de multiples urnes dans le bureau de vote, pas de vérifications d'identité, les modalités de dépouillement non respectés… Même si aucune fraude ne fut constatée, ces anomalies dans la procédure de vote peuvent fausser la sincérité du scrutin, compte tenu du faible écart de voix entre les candidats,.
La suppléante de Job Durupt était Marie-Claude Vayssade, animatrice de formations d'adultes à l'Université, conseillère municipale de Vandœuvre-lès-Nancy.

### Élection législative partielle du 6 et du 13 décembre 1988
| Candidat | Candidat           | Parti          | Premier tour | Premier tour | Second tour | Second tour |  |
| Candidat | Candidat           | Parti          | Voix         | %            | Voix        | %           |  |
| --- | ------------------ | -------------- | ------------ | ------------ | ----------- | ----------- |  |
| | Gérard Léonard élu | RPR            | 13 966       | 48           | 17 110      | 50,9        |  |
| | Job Durupt sortant | PS             | 12 280       | 42,2         | 16 488      | 49,1        |  |
| | Claude Baumann     | PCF            | 1 750        | 6            |             |             |  |
| | Jean-Pierre Pelot  | FN             | 938          | 3,2          |             |             |  |
| | Odile Beyel        | POE            | 142          | 0,5          |             |             |  |
| |                    |                |              |              |             |             |  |
| Inscrits | Inscrits           | Inscrits       | 73 871       | 100,00       | 73 863      | 100,00      |  |
| Abstentions | Abstentions        | Abstentions    | 44 248       | 59,9         | 39 488      | 53,46       |  |
| Votants | Votants            | Votants        | 29 623       | 40,1         | 34 375      | 46,54       |  |
| Blancs et nuls | Blancs et nuls     | Blancs et nuls | 547          | 1,85         | 777         | 2,26        |  |
| Exprimés | Exprimés           | Exprimés       | 29 076       | 98,15        | 33 598      | 97,74       |  |
| Source : France, Ministère de l'intérieur. Les Elections législatives . Métropole., la Documentation française, 1989 (lire en ligne) |                    |                |              |              |             |             |  |

La suppléant de Gérard Léonard était Françoise Nicolas, UDF, médecin, conseillère municipale de Vandœuvre-lès-Nancy.

### Élections de 1993
| Candidat       | Candidat                     | Parti             | Premier tour | Premier tour | Second tour | Second tour |  |
| Candidat       | Candidat                     | Parti             | Voix         | %            | Voix        | %           |  |
| -------------- | ---------------------------- | ----------------- | ------------ | ------------ | ----------- | ----------- |  |
|                | Gérard Léonard sortant réélu | RPR (UPF)         | 18 629       | 40,74        | 26 500      | 59,7        |  |
|                | René Mangin                  | PS (ADFP)         | 7 770        | 16,99        | 17 891      | 40,3        |  |
|                | Jean-Pierre Pelot            | FN                | 5 963        | 13,04        |             |             |  |
|                | Isabelle Epron               | Les Verts (EÉ)    | 2 915        | 6,38         |             |             |  |
|                | Jacques Bristiel             | Divers            | 2 628        | 5,75         |             |             |  |
|                | Claude Baumann               | PCF               | 2 559        | 5,6          |             |             |  |
|                | Jean-Yves Klos               | Divers écologiste | 1 803        | 3,94         |             |             |  |
|                | Jean-Pierre Noirtin          | Divers droite     | 1 063        | 2,32         |             |             |  |
|                | Ariette Leboime              | LT-LNÉ            | 1 017        | 2,22         |             |             |  |
|                | Christiane Nimsgern          | LO                | 870          | 1,9          |             |             |  |
|                | Fabienne Marchal             | LCR               | 340          | 0,74         |             |             |  |
|                | Valérie Bouyer               | AP                | 165          | 0,36         |             |             |  |
|                |                              |                   |              |              |             |             |  |
| Inscrits       | Inscrits                     | Inscrits          | 75 065       | 100,00       | 75 053      | 100,00      |  |
| Abstentions    | Abstentions                  | Abstentions       | 26 820       | 35,73        | 26 832      | 35,75       |  |
| Votants        | Votants                      | Votants           | 48 245       | 64,27        | 48 221      | 64,25       |  |
| Blancs et nuls | Blancs et nuls               | Blancs et nuls    | 2 523        | 5,23         | 3 830       | 7,94        |  |
| Exprimés       | Exprimés                     | Exprimés          | 45 722       | 94,77        | 44 391      | 92,06       |  |

La suppléante de Gérard Léonard était Françoise Nicolas.

### Élections de 1997
| Candidat       | Candidat               | Parti          | Premier tour | Premier tour | Second tour | Second tour |  |
| Candidat       | Candidat               | Parti          | Voix         | %            | Voix        | %           |  |
| -------------- | ---------------------- | -------------- | ------------ | ------------ | ----------- | ----------- |  |
|                | Gérard Léonard sortant | RPR            | 14 398       | 31,17        | 23 994      | 48,82       |  |
|                | René Mangin élu        | PS             | 13 324       | 28,84        | 25 157      | 51,18       |  |
|                | Marc Néguiral          | FN             | 7 346        | 15,9         |             |             |  |
|                | Jean-Paul Cantineaux   | Les Verts      | 3 236        | 7            |             |             |  |
|                | Noëlle Barth           | PCF            | 2 947        | 6,38         |             |             |  |
|                | Christophe Rouart      | LO             | 1 868        | 4,04         |             |             |  |
|                | Christian Camuzeaux    | LDI (MPF)      | 1 510        | 3,27         |             |             |  |
|                | Paul-Élie Lévy         | LCR            | 845          | 1,83         |             |             |  |
|                | Annette Gondrexon      | Divers gauche  | 426          | 0,92         |             |             |  |
|                | Daniel Burge           | Extrême droite | 299          | 0,65         |             |             |  |
|                |                        |                |              |              |             |             |  |
| Inscrits       | Inscrits               | Inscrits       | 74 624       | 100,00       | 74 620      | 100,00      |  |
| Abstentions    | Abstentions            | Abstentions    | 26 128       | 35,01        | 22 515      | 30,17       |  |
| Votants        | Votants                | Votants        | 48 496       | 64,99        | 52 105      | 69,83       |  |
| Blancs et nuls | Blancs et nuls         | Blancs et nuls | 2 297        | 4,74         | 2 954       | 5,67        |  |
| Exprimés       | Exprimés               | Exprimés       | 46 199       | 95,26        | 49 151      | 94,33       |  |

La suppléante de René Mangin était Monique Alosi, maire de Seichamps.

### Élections de 2002
| Candidat       | Candidat                | Parti             | Premier tour | Premier tour | Second tour | Second tour |  |
| Candidat       | Candidat                | Parti             | Voix         | %            | Voix        | %           |  |
| -------------- | ----------------------- | ----------------- | ------------ | ------------ | ----------- | ----------- |  |
|                | Gérard Léonard élu      | UMP               | 19 342       | 41,75        | 22 631      | 53,01       |  |
|                | René Mangin sortant     | PS                | 15 149       | 32,7         | 20 060      | 46,99       |  |
|                | Jean-Luc Manoury        | FN                | 5 278        | 11,39        |             |             |  |
|                | Marylène Ducloy-Linassi | Les Verts         | 1 185        | 2,56         |             |             |  |
|                | Noëlle Barth            | PCF               | 1 051        | 2,27         |             |             |  |
|                | Olivier Prugneau        | Pôle républicain  | 850          | 1,83         |             |             |  |
|                | Sylvie Petit            | LCR               | 732          | 1,58         |             |             |  |
|                | Yolande Blass           | LO                | 636          | 1,37         |             |             |  |
|                | René Martinuzzi         | CNIP              | 481          | 1,04         |             |             |  |
|                | François Voinesson      | MNR               | 407          | 0,88         |             |             |  |
|                | Florent Iochum          | MÉI               | 279          | 0,6          |             |             |  |
|                | Élisabeth Gipson        | Divers écologiste | 246          | 0,53         |             |             |  |
|                | Nathalie Louyot         | GÉ                | 233          | 0,5          |             |             |  |
|                | Jean-Pierre Simoutre    | CPNT              | 214          | 0,46         |             |             |  |
|                | Nadine Bessaque         | PT                | 182          | 0,39         |             |             |  |
|                | François Nectoux        | Divers            | 59           | 0,13         |             |             |  |
|                |                         |                   |              |              |             |             |  |
| Inscrits       | Inscrits                | Inscrits          | 74 895       | 100,00       | 74 888      | 100,00      |  |
| Abstentions    | Abstentions             | Abstentions       | 27 818       | 37,14        | 30 716      | 41,02       |  |
| Votants        | Votants                 | Votants           | 47 077       | 62,86        | 44 172      | 58,98       |  |
| Blancs et nuls | Blancs et nuls          | Blancs et nuls    | 753          | 1,6          | 1 481       | 3,35        |  |
| Exprimés       | Exprimés                | Exprimés          | 46 324       | 98,4         | 42 691      | 96,65       |  |

La suppléante de Gérard Léonard était Patricia Burckhart-Vandevelde, directrice d'école à Vandœuvre-lès-Nancy. Patricia Burckhart-Vandevelde remplaça Gérard Léonard, décédé, du 7 juin 2006 au 19 juin 2007.

### Élections de 2007
| Candidat       | Candidat                               | Parti          | Premier tour | Premier tour | Second tour | Second tour |  |
| Candidat       | Candidat                               | Parti          | Voix         | %            | Voix        | %           |  |
| -------------- | -------------------------------------- | -------------- | ------------ | ------------ | ----------- | ----------- |  |
|                | Patricia Burckhart-Vandevelde sortante | UMP            | 17 884       | 39,76        | 22 341      | 49,35       |  |
|                | Hervé Féron élu                        | PS             | 14 565       | 32,38        | 22 933      | 50,65       |  |
|                | Marc Saint-Denis                       | UDF–MoDem      | 5 119        | 11,38        |             |             |  |
|                | Sandrine Grunewald                     | FN             | 2 143        | 4,76         |             |             |  |
|                | Jean-Christophe Berche                 | LCR            | 1 064        | 2,13         |             |             |  |
|                | Lydie Roux                             | PCF            | 957          | 2,13         |             |             |  |
|                | Said Berrahal                          | Les Verts      | 934          | 2,08         |             |             |  |
|                | Louis-Philippe Desvalois               | MPF            | 705          | 1,57         |             |             |  |
|                | Amélie Chaxel                          | LT-LNÉ         | 467          | 1,04         |             |             |  |
|                | Jacques Lacreuse                       | LO             | 431          | 0,96         |             |             |  |
|                | Françoise Schuller                     | MNR            | 289          | 0,64         |             |             |  |
|                | Alain Carlier                          | PT             | 164          | 0,36         |             |             |  |
|                | Gérard Chenu                           | S&P            | 153          | 0,34         |             |             |  |
|                | Jean-Paul Oury                         | AL             | 105          | 0,23         |             |             |  |
|                |                                        |                |              |              |             |             |  |
| Inscrits       | Inscrits                               | Inscrits       | 78 217       | 100,00       | 78 215      | 100,00      |  |
| Abstentions    | Abstentions                            | Abstentions    | 32 597       | 41,68        | 31 855      | 40,73       |  |
| Votants        | Votants                                | Votants        | 45 620       | 58,32        | 46 360      | 59,27       |  |
| Blancs et nuls | Blancs et nuls                         | Blancs et nuls | 640          | 1,4          | 1 086       | 2,34        |  |
| Exprimés       | Exprimés                               | Exprimés       | 44 980       | 98,6         | 45 274      | 97,66       |  |

### Élections de 2012
| Candidat       | Candidat                      | Parti          | Premier tour | Premier tour | Second tour | Second tour |  |
| Candidat       | Candidat                      | Parti          | Voix         | %            | Voix        | %           |  |
| -------------- | ----------------------------- | -------------- | ------------ | ------------ | ----------- | ----------- |  |
|                | Hervé Féron sortant réélu     | PS             | 15 976       | 39,51        | 21 803      | 54,15       |  |
|                | Valérie Rosso-Debord sortante | UMP            | 13 574       | 33,57        | 18 458      | 45,85       |  |
|                | Nathalie Repusseau            | RBM (FN)       | 4 010        | 9,92         |             |             |  |
|                | Marc Saint-Denis              | CpF (MoDem)    | 1 787        | 4,42         |             |             |  |
|                | Pierre Hanegreefs             | FG (PG) (PCF)  | 1 668        | 4,13         |             |             |  |
|                | Patricia Cartigny             | EÉLV           | 1 223        | 3,02         |             |             |  |
|                | Amélie Chaxel                 | LT-LNÉ         | 366          | 0,91         |             |             |  |
|                | Geoffrey Mangin               | DLR            | 302          | 0,75         |             |             |  |
|                | Philippe Giummelly            | PRG (GÉ)       | 247          | 0,61         |             |             |  |
|                | Joe Labat                     | MOC            | 236          | 0,58         |             |             |  |
|                | Moulay Hamidi                 | Divers         | 223          | 0,55         |             |             |  |
|                | Jean-Christophe Berche        | NPA            | 188          | 0,46         |             |             |  |
|                | Pierre d'Houtaud              | S&P            | 167          | 0,41         |             |             |  |
|                | Élise Busser                  | AÉI            | 157          | 0,39         |             |             |  |
|                | Jacques Lacreuse              | LO             | 125          | 0,31         |             |             |  |
|                | Bernard Millot                | POI            | 78           | 0,19         |             |             |  |
|                | Alexandre Mladenovic          | Divers         | 74           | 0,18         |             |             |  |
|                | Adam Ouadah                   | NUFR ,         | 30           | 0,07         |             |             |  |
|                |                               |                |              |              |             |             |  |
| Inscrits       | Inscrits                      | Inscrits       | 70 932       | 100,00       | 70 929      | 100,00      |  |
| Abstentions    | Abstentions                   | Abstentions    | 30 061       | 42,38        | 29 675      | 41,84       |  |
| Votants        | Votants                       | Votants        | 40 871       | 57,62        | 41 254      | 58,16       |  |
| Blancs et nuls | Blancs et nuls                | Blancs et nuls | 440          | 1,08         | 993         | 2,41        |  |
| Exprimés       | Exprimés                      | Exprimés       | 40 431       | 98,92        | 40 261      | 97,59       |  |

### Élections de 2017
Les élections législatives françaises de 2017 ont eu lieu les dimanches 11 et 18 juin 2017. 
|                                                                                    |                                                                                |                           |                           |                          |                          |
|                                                                                    |                                                                                | Premier tour 11 juin 2017 | Premier tour 11 juin 2017 | Second tour 18 juin 2017 | Second tour 18 juin 2017 |
|                                                                                    |                                                                                |                           |                           |                          |                          |
|                                                                                    |                                                                                | Nombre                    | % des inscrits            | Nombre                   | % des inscrits           |
| Inscrits                                                                           | Inscrits                                                                       | 68 600                    | 100,00                    | 68 601                   | 100,00                   |
| Abstentions                                                                        | Abstentions                                                                    | 33 227                    | 48,44                     | 38 825                   | 56,60                    |
| Votants                                                                            | Votants                                                                        | 35 373                    | 51,56                     | 29 776                   | 43,40                    |
|                                                                                    |                                                                                |                           | % des votants             |                          | % des votants            |
| Bulletins blancs                                                                   | Bulletins blancs                                                               | 377                       | 1,07                      | 2 762                    | 9,28                     |
| Bulletins nuls                                                                     | Bulletins nuls                                                                 | 135                       | 0,38                      | 843                      | 2,83                     |
| Suffrages exprimés                                                                 | Suffrages exprimés                                                             | 34 861                    | 98,55                     | 26 171                   | 87,89                    |
|                                                                                    |                                                                                |                           |                           |                          |                          |
| Étiquette politique                                                                | Étiquette politique                                                            | Voix                      | % des exprimés            | Voix                     | % des exprimés           |
|                                                                                    |                                                                                |                           |                           |                          |                          |
|                                                                                    | Laurent Garcia Mouvement démocrate (La République en marche)                   | 14 871                    | 42,66                     | 17 487                   | 66,82                    |
|                                                                                    | Valérie Debord Les Républicains (Union des démocrates et indépendants)         | 5 839                     | 16,75                     | 8 684                    | 33,18                    |
|                                                                                    | Hervé Féron (député sortant) Parti socialiste                                  | 4 881                     | 14,00                     |                          |                          |
|                                                                                    | Nassima Faïq La France insoumise                                               | 3 508                     | 10,06                     |                          |                          |
|                                                                                    | Grégoire Eury Front national                                                   | 3 268                     | 9,37                      |                          |                          |
|                                                                                    | Danièle Vatrey Écologiste (Confédération pour l'homme, l'animal et la planète) | 677                       | 1,94                      |                          |                          |
|                                                                                    | Bora Yilmaz Parti communiste français                                          | 624                       | 1,79                      |                          |                          |
|                                                                                    | Lionel Chambrot Écologiste (Parti pour la décroissance)                        | 416                       | 1,19                      |                          |                          |
|                                                                                    | Patricia Schlater Debout la France                                             | 398                       | 1,14                      |                          |                          |
|                                                                                    | Monique Etchevest Divers (Union populaire républicaine)                        | 195                       | 0,56                      |                          |                          |
|                                                                                    | Jacques Lacreuse Lutte ouvrière                                                | 184                       | 0,53                      |                          |                          |
|                                                                                    | Julien Gniadek Divers (La République en marche diss.)                          | 0                         | 0,00                      |                          |                          |
| Source : Ministère de l'Intérieur - Deuxième circonscription de Meurthe-et-Moselle |                                                                                |                           |                           |                          |                          |

### Élections de 2022
Les élections législatives françaises de 2022 se déroulent les dimanches 12 et 19 juin 2022.
|                                                    |                                                                                   |                           |                           |                          |                          |
|                                                    |                                                                                   | Premier tour 12 juin 2022 | Premier tour 12 juin 2022 | Second tour 19 juin 2022 | Second tour 19 juin 2022 |
|                                                    |                                                                                   |                           |                           |                          |                          |
|                                                    |                                                                                   | Nombre                    | % des inscrits            | Nombre                   | % des inscrits           |
| Inscrits                                           | Inscrits                                                                          | 67 490                    | 100,00                    | 67 503                   | 100,00                   |
| Abstentions                                        | Abstentions                                                                       | 33 847                    | 50,15                     | 34 502                   | 51,11                    |
| Votants                                            | Votants                                                                           | 33 643                    | 49,85                     | 33 001                   | 48,89                    |
|                                                    |                                                                                   |                           | % des votants             |                          | % des votants            |
| Bulletins blancs                                   | Bulletins blancs                                                                  | 423                       | 1,26                      | 1 314                    | 3,98                     |
| Bulletins nuls                                     | Bulletins nuls                                                                    | 152                       | 0,45                      | 474                      | 1,44                     |
| Suffrages exprimés                                 | Suffrages exprimés                                                                | 33 068                    | 98,29                     | 31 213                   | 94,58                    |
|                                                    |                                                                                   |                           |                           |                          |                          |
| Candidat Étiquette politique (partis et alliances) | Candidat Étiquette politique (partis et alliances)                                | Voix                      | % des exprimés            | Voix                     | % des exprimés           |
|                                                    |                                                                                   |                           |                           |                          |                          |
|                                                    | Stéphane Hablot Parti socialiste (Nouvelle Union populaire écologique et sociale) | 12 101                    | 36,59                     | 15 524                   | 49,74                    |
|                                                    | Emmanuel Lacresse Renaissance (Ensemble !)                                        | 10 448                    | 31,6                      | 15 689                   | 50,26                    |
|                                                    | Olivier Maillot Rassemblement national                                            | 4 427                     | 13,39                     |                          |                          |
|                                                    | Vincent Manfredi Les Centristes (Union des démocrates et indépendants)            | 2 753                     | 8,33                      |                          |                          |
|                                                    | Anselme Boussuge Reconquête                                                       | 1 457                     | 4,41                      |                          |                          |
|                                                    | Patrick Pezzetta Parti animaliste                                                 | 599                       | 1,81                      |                          |                          |
|                                                    | Eric Damamme Mouvement hommes animaux nature (La Droite et le Centre Unis)        | 504                       | 1,52                      |                          |                          |
|                                                    | Jacques Lacreuse Lutte ouvrière                                                   | 389                       | 1,18                      |                          |                          |
|                                                    | Nora Ajdir Union des démocrates musulmans français                                | 241                       | 0,73                      |                          |                          |
|                                                    | Florian Flaus Parti Lorrain                                                       | 149                       | 0,45                      |                          |                          |

### Élections de 2024
| Candidat                 | Candidat                 | Parti et coalition           | Nuance                   | Premier tour | Premier tour | Second tour | Second tour |
| Candidat                 | Candidat                 | Parti et coalition           | Nuance                   | Voix         | %            | Voix        | %           |
| ------------------------ | ------------------------ | ---------------------------- | ------------------------ | ------------ | ------------ | ----------- | ----------- |
|                          | Stéphane Hablot          | PS - Nouveau Front populaire | UG                       | 18008        | 39,91 %      | 20588       | 45,17 %     |
|                          | Emmanuel Lacresse        | Renaissance                  | ENS                      | 13869        | 30,74 %      | 14284       | 31,34 %     |
|                          | Geneviève Maillot        | Rassemblement national       | RN                       | 10131        | 22,45 %      | 10709       | 23,49 %     |
|                          | Sloane Fromont           | Les Républicains             | LR                       | 2325         | 5,15 %       |             |             |
|                          | Lucy Georges             | Reconquête!                  | REC                      | 422          | 0,94 %       |             |             |
|                          | Odile Destombes          | Lutte ouvrière               | EXG                      | 365          | 0,81 %       |             |             |
|                          |                          |                              |                          |              |              |             |             |
| Votes valides            | Votes valides            | Votes valides                | Votes valides            | 45120        | 98,34 %      | 45581       | 97,92 %     |
| Votes blancs             | Votes blancs             | Votes blancs                 | Votes blancs             | 548          | 1,19 %       | 739         | 1,59 %      |
| Votes nuls               | Votes nuls               | Votes nuls                   | Votes nuls               | 217          | 0,47 %       | 228         | 0,49 %      |
| Total                    | Total                    | Total                        | Total                    | 45885        | 100 %        | 46548       | 100 %       |
| Abstention               | Abstention               | Abstention                   | Abstention               | 22031        | 32,44 %      | 21377       | 31,47 %     |
| Inscrits / participation | Inscrits / participation | Inscrits / participation     | Inscrits / participation | 67916        | 67,56 %      | 67925       | 68,53 %     |

#### Département de Meurthe-et-Moselle
- La fiche de l'INSEE de cette circonscription : « Tableaux et Analyses de la deuxième circonscription de Meurthe-et-Moselle », sur insee.fr, site de l'Institut national de la statistique et des études économiques (consulté le 10 juin 2007) [PDF]

- « Tous les députés du département de Meurthe-et-Moselle depuis 1789 », sur assemblee-nationale.fr, site de l'Assemblée nationale française (consulté le 10 juin 2007)

- « Informations contentieuses sur le département de Meurthe-et-Moselle (Élections législatives de 2002) »(Archive.org • Wikiwix • Archive.is • Google • Que faire ?), sur conseil-constitutionnel.fr, site du Conseil constitutionnel (consulté le 13 juin 2007)

#### Circonscriptions en France
- « Carte des circonscriptions législatives en France », sur assemblee-nationale.fr, site de l'Assemblée nationale française (consulté le 10 juin 2007)

- « Résultats électoraux officiels en France »(Archive.org • Wikiwix • Archive.is • Google • Que faire ?), sur interieur.gouv.fr, site du ministère de l'Intérieur (France) (consulté le 13 juin 2007)

- Description et Atlas des circonscriptions électorales de France sur http://www.atlaspol.com, Atlaspol, site de cartographie géopolitique, consulté le 13 juin 2007.